# ملتن
مِلْتُن (بالإنجليزية: Milton) هي قرية تقع في منطقة ستوك أون ترينت، ضمن مقاطعة ستافوردشير في إنجلترا. تحدّها مناطق لايت أوكس، وبادلي غرين، وسنيد غرين، وآبي هالتون. تُعد ملتُن جزءًا من دائرة بادلي غرين، وميلتون، ونورتون التابعة لمجلس مدينة ستوك أون ترينت. تقع محمية بگنل رود وود (بالإنجليزية: Bagnall Road Wood)، وهي محمية طبيعية محلية، على مسافة قصيرة إلى الشرق من القرية.
اشتُق اسم القرية من المصطلحين الإنجليزيين القديمين Mill tun، ويفيد كثرة المطاحن التي كانت تعمل في المنطقة خلال القرن التاسع عشر. شُيّدت «قناة كلدون» المارَّة عبر ملتُن سنة 1777، وكان لها دور مهم في تطور القرية لاحقًا؛ إذ أتاحت بناء مخازن لتعبئة الخزف المُنجز بجوار القناة مُباشرةً. ومنذ أواخر القرن التاسع عشر، شهدت ملتُن قيام عدد من الصناعات، وكان من أبرزها شركة «بولرز المحدودة» (بالإنجليزية: Bullers Ltd) التي أنشأت مصنعًا جديدًا في القرية سنة 1920. وكانت الشركة متخصصة في صناعة الخزف الكهربائي. كما وُجدت أيضًا مصانع للألمنيوم تابعة للشركة البريطانية للألمنيوم، ومصانع للمواد الكيميائية تابعة لشركة «جوزايا هردمان المحدودة» (بالإنجليزية: Josiah Hardman Ltd) في ملتُن. وقد أسس جوزايا هردمان المذكور «معهد هردمان» سنة 1895، والذي كان يضم قاعة للمطالعة.
أدَّى افتتاح خط السكك الحديدية من ملتُن إلى شدلتُن سنة 1867 (وهو جزء من سكك حديد شمال ستافوردشير) إلى توسيع البنية التحتية للنقل في القرية، ووفّر لها محطة قطار محلية. ولا تزال أجزاء من رصيف محطة ملتُن للسكك الحديدية قائمة حتى اليوم، وكذلك المسارات الأصلية التي تمتد بمحاذاة قناة كلدون.
تبعت ملتُن سابقًا أبرشية «نورتون إن ذا مورز» (بالإنجليزية: Norton-in-the Moors). واعتبارًا من 31 كانون الأول (ديسمبر) 1894، أصبحت ملتُن أبرشية مدنية مستقلة بذاتها، إلى أن أُلغيت الأبرشية في 1 نيسان (أبريل) 1922 ودُمجت ضمن مدينة ستوك أون ترينت. وقد بلغ عدد سكان الأبرشية في سنة 1921 قُرابة 2748 نسمة.